# دنیس پترسون
دنیس گلن پَتِرسون (متولد ۳۰ دسامبر، ۱۹۴۸) یک سیاستمدار و حقوقدان کانادایی است. او از سال ۱۹۷۸ تا ۱۹۹۵ به عنوان عضو شورای قانون‌گذاری خلیج فرابیشر و شهر ایکالویت، وزیر آموزش و پرورش و وزیر امور قضایی و داخلی نواحی شمال غربی کانادا به فعالیت پرداخته و در بازهٔ سال‌های ۱۹۸۷ تا ۱۹۹۱ به عنوان پنجمین رئیس دولت نواحی شمال غربی کانادا انتخاب شده است. او هدایت مبارزات انتخاباتی که منجر به جدایی قلمروی نوناووت در سال ۱۹۹۹ از سرزمین‌های شمال غربی کانادا شد را برعهده داشت.
پترسون در حال حاضر عضو انجمن حقوقی نوناووت است. او تا پیش از سال ۲۰۰۰ مدیریت کرسی بنیاد حقوقی نواحی شمال غربی و عضویت هیئت مدیرهٔ مرکز خدمات حقوقی نوناووت را برعهده داشته است. او از سال ۲۰۰۱ به عنوان یک مشاور خصوصی به فعالیت می‌پردازد.
پترسون توسط استفان هارپر در ۲۷ اوت ۲۷ سال ۲۰۰۹ به عضویت مجلس سنای کانادا درآمد. او از طرف حزب محافظه‌کار کانادا نمایندگی نوناووت را عهده‌دار است.